# جیونجانو
جیونجانو (به ایتالیایی: Giungano) یک کومونه در ایتالیا است که در استان سالرنو واقع شده‌است.

## خصوصیات
جیونجانو ۱۱ کیلومترمربع مساحت و ۱٬۲۵۳ نفر جمعیت دارد.